# Атилио Димарија
Атилио Хосе Димарија (шп. Attilio Demaría; Буенос Ајрес, 19. март 1909 — Буенос Ајрес, 11. новембар 1990) био је италијански и аргентински фудбалер који је играо на позицији нападача. Играо је клупски фудбал у Аргентини и Италији, а на међународном нивоу представљао је и Аргентину на првом светском првенству 1930, а Италију на Светском првенству у фудбалу 1934. године, стигавши до финала оба турнира и победу у другом издању такмичења.

## Клупска каријера
Димарија је рођен у Буенос Ајресу. После каријере у Аргентини, одиграо је 295 утакмица за ФК Интер Милано између 1931. и 1943., постигавши 86 голова за клуб, уједно је био и капитен тима између 1940. и 1943. године.
Димарија је такође играо за Химнасија и Есгрима де Ла Плата, Естудиантил Портено и ФК Индепендијенте у Аргентини и Новара, Легнано и Косенза у Италији.

## Репрезентација
Димарија је три пута представљао Аргентину између 1930. и 1931. године, а учествовао је и на Светском првенству 1930. године, освојивши сребрну медаљу. Касније је такође био члан репрезентације Италије која је на домаћем тлу освојила злато на светском првенству 1934. године ; укупно, уписао је тринаест наступа за Италију између 1932. и 1940. године, постигавши три гола.

## Лични живот
Његов млађи брат Феликс Димарија такође је професионално играо фудбал, укључујући и сезону за Амбросиана-Интер(садашњи Интер Милано). Да би их разликовали, Атилија су звали Димарија I, а Феликса Димарија II. Атилио Димарија умро је у Хаеду, Буенос Ајрес, 11. новембра 1990. године.

## Трофеји

### Клуб
Амбросиана-Интер
- Серија А : 1939–40
- Копа Италија : 1938–39

### Репрезентација
Аргентина
- Сребрна медаља
  - Светско првенство 1930

Италија
- ФИФА Светски куп : 1934
- Централно-европски интернационални куп : 1933–35